# Nwamiko Madden
Nwamiko Madden (Montréal, 9 marzo 1983) è un attore canadese.

## Biografia
Nwamico è meglio conosciuto per aver interpretato il ruolo di Cameron White nella serie televisiva 15/Love. È inoltre apparso nella commedia Hatley High. 
In 15/Love ha recitato a fianco di Max Walker, Amanda Crew, Meaghan Rath, Laurence Leboeuf, Sarah-Jeanne Labrosse e Kyle Switzer; è entrato a far parte della serie dalla dodicesima puntata della prima serie per coprire il "buco" lasciato libero dal personaggio di Sebastien Dubè, interpretato da Vadim Schneider, morto in un incidente stradale l'8 settembre 2003. Ha poi preso parte anche alla seconda serie del telefilm, mentre non è apparso nella terza.

## Filmografia

### Cinema
- Summer, regia di Phil Price (2002)
- La macchia umana ("The Human Stain"), regia di Robert Benton (2003)
- Hatley High, regia di Phil Price (2003)

### Televisione
- A Diva's Christmas Carol, regia di Richard Schenkman – film TV (2000)
- 15/Love – serie TV, 22 episodi (2005)
- The Wool Cap - Il berretto di lana (The Wool Cap), regia di Steven Schachter – film TV (2004)
- Fries with That – serie TV, un episodio (2004)

### Cortometraggi
- Edgar and Jane, regia di Jay Baruchel (2002)
- The Five Stone Secret, regia di Nwamiko Madden (2012)